# Antony Silva
Antony Domingo Silva Cano (Asunción, Paraguay, 27 de febrero de 1984) es un futbolista paraguayo. Juega de portero y actualmente se encuentra sin equipo. Fue internacional con la selección de Paraguay en varias ocasiones.

## Trayectoria

### Cerro Corá
Antony Silva comenzó su carrera en las inferiores del Club Cerro Corá. En el año 1999 hizo su debut profesional con ese club, su buen desempeño lo llevó a ser contratado por el Club Libertad. Silva es hincha declarado del Club Cerro Porteño.

### Libertad
Durante la Copa Libertadores 2004, Silva ayudó a Libertad en una famosa victoria 1-0 sobre el club argentino River Plate en un partido jugado en el Defensores del Chaco el 7 de abril. En la Argentina, aclamaron acerca del rendimiento de Silva, indicando:
"El portero Antony Silva fue la gran estrella: él cerró todos los caminos a los argentinos." Clarín, el 8 de abril de 2004.
Después de haber perdido la titularidad en Libertad, Silva se unió a General Caballero en préstamo durante la temporada de 2005.

### Club Spvo. 2 de Mayo y Tacuary FBC
Más tarde, aunque sus derechos fueron comprados por el club Génova, nunca oficialmente se unió al club italiano. En 2006, Silva firmó un contrato con el Club Sportivo 2 de Mayo, y se estableció como titular. Tras una buena temporada con el club, fue traspasado al Club Tacuary, club con el que participó inclusive de la Copa Libertadores de América.

### Argentina y Brasil
Silva dejó Paraguay y fue firmado por el club argentino Talleres de Córdoba. Silva sólo representó en 6 partidos a Talleres en 2008, y en 2009 se trasladó a Brasil para jugar en Marília Atlético Clube.

### Rubio Ñu
Después de una breve temporada en Brasil, Silva volvió a Paraguay y firmó para el Club Rubio Ñu en donde rápidamente se estableció como el número 1.
El 29 de enero de 2010 Silva fue suspendido por la Asociación Paraguaya de Fútbol por dopaje, lo que niega Silva. Tras la suspensión se informó de que New York Red Bulls estaba interesado en él, pero las negociaciones no se cerraron, el 17 de Febrero firmó con el Club Atl. 3 de Febrero de la Primera División de Paraguay

### Deportes Tolima
Luego de eso, Antony firmó en junio de 2010 con el Deportes Tolima de Colombia, equipo con el que Silva apareció en la Copa Sudamericana 2010 eliminando a Oriente Petrolero y a Banfield y llegando a cuartos de final, en donde empataron con Independiente de Argentina y fueron eliminados por menos goles de visitante. Luego, en el primer semestre de 2011, el guardameta Silva jugó de titular todos los partidos de la Copa Libertadores 2011, jugando así la primera fase contra el Corinthians de Brasil, dejándolo eliminado luego de empatar en São Paulo a 0, y ganando 2-0 en Ibagué. Luego el Deportes Tolima quedaría eliminado en la fase de grupos, quedando en el tercer lugar de su grupo por debajo del Cruzeiro y de Club Estudiantes de La Plata dejando una muy buena impresión acerca de las habilidades futbolísticas del portero Silva.
Para el Torneo Apertura 2014 Silva es emergente sin jugar en las primeras cuatro fechas, el 11 de febrero se confirmó su retiro del Deportes Tolima por diferencias con el dueño del equipo, el Senador Camargo, por no firmar un acuerdo que tenía que hacer con la Dimayor. Silva regreso a Paraguay y jugó el resto de la temporada con el Club Atlético 3 de Febrero.

### Independiente Medellín
Terminado su contrato con el C.A. 3 de Febrero, Silva regreso a Colombia en noviembre de 2014 a petición del entrenador argentino Ricardo Lunari para arreglar su vinculación con Millonarios pero no logró llegar a un acuerdo económico con el director deportivo del equipo Nicolas García.
En diciembre de 2014, Silva fichó con el Independiente Medellín, donde fue titular y cumplió una destacada actuación. Llegaría con su equipo a la final del Apertura 2015 en el que la perderían por 1-2 en el global ante el Deportivo Cali logrando el subcampeonato.

### Cerro Porteño
Cumplió su sueño de jugar en el club del cual es hincha. Fue una de las grandes apuestas de Cerro Porteño en el año 2016 a resguardar la portería tras la lesión de los meniscos de Cristian Darío Álvarez, con el cual debutó el 24 de enero en el triunfo de su equipo 2 a 0 ante Club River Plate. En la Copa Libertadores tuvo un gran debut en el empate sin goles ante Independiente Santa Fe, sin embargo tras los malos resultados fue despedido el entrenador César Farías, quedándose con las manos vacías la institución en el primer semestre de año, desencadenando el bajón de rendimiento del golero. Por ende fue contratado Ignacio Don, para tener alternativas en la portería, pero a pesar de los malos partidos de Antony, fue respaldado por el nuevo director técnico Gustavo Florentín, volviendo a rayar un nivel altísimo que le permite ser citado de manera ininterrumpida en la Selección de fútbol de Paraguay. Jugó la Copa Sudamericana 2017 donde fue eliminado en octavos de final por Atlético Junior. Fue sondeado varias veces por equipos argentinos, entre ellos Boca Juniors. Gracias a su buena campaña con el Ciclón de Barrio Obrero, fue titular indiscutible en la selección paraguaya en gran parte de las Eliminatorias Rusia 2018.

### Huracán
En enero de 2019 llega al Club Atlético Huracán en condición de libre firmando por dos años e inmediatamente se gana la titularidad. Disputó 5 partidos de la fase de grupos de la Copa Libertadores 2019, donde recibió 7 goles y mantuvo la valla invicta contra Emelec y Deportivo Lara. El equipo de Parque Patricios quedó eliminado en dicha instancia con cuatro puntos. 
Tras acabar décimos en la Superliga 2018-19, se logró la clasificación a la Copa Sudamericana 2020 donde en primera fase se enfrentaría a Atlético Nacional. En el partido de ida, disputado en Colombia, Huracán cayó con una mala actuación del arquero paraguayo. El partido de vuelta terminó 1-1 pero Antony fue relegado al banco de suplentes.
Su relación con la dirigencia de Huracán está atravesando un mal momento, ya que el club mantiene una deuda con el arquero desde hace varios meses y este declaró que no aceptaría una renegociación.

### Nacional
Antony pasó un corto periodo por el Club Nacional fue fichado el 22 de septiembre de 2020 hasta diciembre de ese mismo año.

### Puebla F.C.
Después de la inesperada salida de Nicolás Vikonis, que fue a jugar al Mazatlán Fútbol Club, el club Puebla fichó a Antony Silva el 23 de diciembre de 2020.
 Equipo donde rápidamente se ganaría la titularidad con base a experiencia y muy buenas actuaciones. Consiguiendo colgar los mejores promedios de goles evitados de la liga en la temporada 2021-2022. Fungiría como capitán del equipo debido a sus dotes de liderazgo. Deteniendo penales a varios equipos. Incluso fue pieza fundamental en la serie de repechaje contra el Club Guadalajara quienes se volvieron Clientes de los camoteros en estos breves años. Tras malas decisiones directivas y la salida de Nicolás Larcamon en noviembre de 2022. En junio de 2023 el Club Puebla le da las gracias a un portero que se llevó algo más que el respeto de la afición poblana por varios años.

## Selección nacional
Silva ha representado a Paraguay en los distintos niveles de la juventud. En 2001, Silva participó para Paraguay en la Copa del Mundo Sub-17 y en 2003 participó en la Copa del Mundo Sub-20.
Estuvo en la convocatoria para la Selección Mayor, para los amistosos internacionales fecha FIFA del 3 y 7 de septiembre de 2014.
En el año 2015 después de su llegada al Independiente Medellín fue resaltado por sus grandes actuaciones en los diferentes partidos que llevaron a dicho equipo a los primeros lugares del fútbol Colombiano, por ende fue convocado para los amistosos de la Selección de fútbol de Paraguay en las dos fechas correspondientes al mes de marzo del dicho año.
Es convocado en la Selección el 11 de mayo para los preseleccionados hacia la Copa América 2015 que se disputará en Chile. El 28 sería ratificado entre los 23 que representarían a su país.
Comenzó siendo titular tras la lesión de Justo Villar el primer partido ante la Selección Argentina empatando 2-2 y saliendo como una de las figuras al hacer la atajada del partido al argentino Javier Pastore.
Fue suplente de Justo Villar en la Copa América Centenario, en la que Paraguay quedó tempranamente eliminado en la fase de grupos.

### Participaciones en Copa América
| Copa                    | Sede           | Resultado        | Partidos | Goles |
| ----------------------- | -------------- | ---------------- | -------- | ----- |
| Copa América 2015       | Chile          | Cuarto lugar     | 2        | 0     |
| Copa América Centenario | Estados Unidos | Primera fase     | 0        | 0     |
| Copa América 2019       | Brasil         | Cuartos de final | 0        | 0     |
| Copa América 2021       | Brasil         | Cuartos de final | 4        | 0     |

### Participaciones en Eliminatorias al Mundial
| Eliminatorias                 | Resultado | Partidos | Goles |
| ----------------------------- | --------- | -------- | ----- |
| Eliminatorias Mundial de 2014 | 9° lugar  | 1        | 0     |
| Eliminatorias Mundial de 2018 | 7° lugar  | 11       | 0     |

## Estadísticas

### Clubes
Actualizado al último partido disputado el 01 de enero de 2024.
| Club                              | Div.          | Temporada     | Liga  | Liga  | Copas nacionales | Copas nacionales | Copas internacionales | Copas internacionales | Total | Total |
| Club                              | Div.          | Temporada     | Part. | Goles | Part.            | Goles            | Part.                 | Goles                 | Part. | Goles |
| --------------------------------- | ------------- | ------------- | ----- | ----- | ---------------- | ---------------- | --------------------- | --------------------- | ----- | ----- |
| Cerro Corá Paraguay               | 1°            | 1999-02       | 23    | 0     | -                | -                | -                     | -                     | 23    | 0     |
| Cerro Corá Paraguay               | Total club    | Total club    | 23    | 0     | 0                | 0                | 0                     | 0                     | 23    | 0     |
| Libertad Paraguay                 | 1°            | 2003          | 2     | 0     | -                | -                | -                     | -                     | 2     | 0     |
| Libertad Paraguay                 | 1°            | 2004          | 8     | 0     | -                | -                | 4                     | 0                     | 12    | 0     |
| Libertad Paraguay                 | 1°            | 2005          | 2     | 0     | -                | -                | -                     | -                     | 2     | 0     |
| Libertad Paraguay                 | 1°            | 2006          | 7     | 0     | -                | -                | -                     | -                     | 7     | 0     |
| Libertad Paraguay                 | Total club    | Total club    | 19    | 0     | 0                | 0                | 4                     | 0                     | 23    | 0     |
| General Caballero Paraguay        | 1°            | 2005          | 9     | 0     | -                | -                | -                     | -                     | 9     | 0     |
| General Caballero Paraguay        | Total club    | Total club    | 9     | 0     | 0                | 0                | 0                     | 0                     | 9     | 0     |
| 2 de Mayo Paraguay                | 1°            | 2006          | 20    | 0     | -                | -                | -                     | -                     | 20    | 0     |
| 2 de Mayo Paraguay                | Total club    | Total club    | 20    | 0     | 0                | 0                | 0                     | 0                     | 20    | 0     |
| Tacuary Paraguay                  | 1°            | 2007          | 20    | 0     | -                | -                | 2                     | 0                     | 22    | 0     |
| Tacuary Paraguay                  | Total club    | Total club    | 20    | 0     | 0                | 0                | 2                     | 0                     | 22    | 0     |
| Talleres de Córdoba Argentina     | 2°            | 2008          | 7     | 0     | -                | -                | -                     | -                     | 7     | 0     |
| Talleres de Córdoba Argentina     | Total club    | Total club    | 7     | 0     | 0                | 0                | 0                     | 0                     | 7     | 0     |
| Marília · Brasil                  | A1            | 2009          | -     | -     | 14               | 0                | -                     | -                     | 14    | 0     |
| Marília · Brasil                  | Total club    | Total club    | 0     | 0     | 14               | 0                | 0                     | 0                     | 14    | 0     |
| Rubio Ñu Paraguay                 | 2°            | 2009          | 21    | 0     | -                | -                | -                     | -                     | 21    | 0     |
| Rubio Ñu Paraguay                 | 2°            | 2010          | 1     | 0     | -                | -                | -                     | -                     | 1     | 0     |
| Rubio Ñu Paraguay                 | Total club    | Total club    | 22    | 0     | 0                | 0                | 0                     | 0                     | 22    | 0     |
| Deportes Tolima · Colombia        | 1°            | F-2010        | 24    | 0     | -                | -                | 6                     | 0                     | 30    | 0     |
| Deportes Tolima · Colombia        | 1°            | 2011          | 39    | 0     | 2                | 0                | 8                     | 0                     | 49    | 0     |
| Deportes Tolima · Colombia        | 1°            | 2012          | 33    | 0     | 1                | 0                | 3                     | 0                     | 37    | 0     |
| Deportes Tolima · Colombia        | 1°            | 2013          | 38    | 0     | 4                | 0                | 8                     | 0                     | 50    | 0     |
| Deportes Tolima · Colombia        | 1°            | A-2014        | 0     | 0     | -                | -                | -                     | -                     | 0     | 0     |
| Deportes Tolima · Colombia        | Total club    | Total club    | 134   | 0     | 7                | 0                | 25                    | 0                     | 166   | 0     |
| 3 de Febrero Paraguay             | 1°            | 2014          | 33    | 0     | -                | -                | -                     | -                     | 33    | 0     |
| 3 de Febrero Paraguay             | Total club    | Total club    | 33    | 0     | 0                | 0                | 0                     | 0                     | 33    | 0     |
| Independiente Medellín · Colombia | 1°            | 2015          | 35    | 0     | 1                | 0                | 0                     | 0                     | 36    | 0     |
| Independiente Medellín · Colombia | Total club    | Total club    | 35    | 0     | 1                | 0                | 0                     | 0                     | 36    | 0     |
| Cerro Porteño Paraguay            | 1°            | 2016          | 41    | 0     | -                | -                | 18                    | 0                     | 59    | 0     |
| Cerro Porteño Paraguay            | 1°            | 2017          | 40    | 0     | -                | -                | 6                     | 0                     | 46    | 0     |
| Cerro Porteño Paraguay            | 1°            | 2018          | 42    | 0     | -                | -                | 8                     | 0                     | 50    | 0     |
| Cerro Porteño Paraguay            | Total club    | Total club    | 123   | 0     | 0                | 0                | 32                    | 0                     | 155   | 0     |
| Huracán Argentina                 | 1°            | 2019          | 10    | 0     | 2                | 0                | 5                     | 0                     | 17    | 0     |
| Huracán Argentina                 | 1°            | 2019-20       | 20    | 0     | 1                | 0                | 1                     | 0                     | 22    | 0     |
| Huracán Argentina                 | Total club    | Total club    | 30    | 0     | 3                | 0                | 6                     | 0                     | 39    | 0     |
| Nacional Paraguay                 | 1°            | 2020          | 10    | 0     | -                | -                | -                     | -                     | 10    | 0     |
| Nacional Paraguay                 | Total club    | Total club    | 10    | 0     | 0                | 0                | 0                     | 0                     | 10    | 0     |
| Puebla · México                   | 1°            | 2021          | 21    | 0     | -                | -                | -                     | -                     | 21    | 0     |
| Puebla · México                   | 1°            | 2021-22       | 36    | 0     | -                | -                | -                     | -                     | 36    | 0     |
| Puebla · México                   | 1°            | 2022-23       | 35    | 0     | -                | -                | -                     | -                     | 35    | 0     |
| Puebla · México                   | Total club    | Total club    | 92    | 0     | 0                | 0                | 0                     | 0                     | 92    | 0     |
| Santa Fe · Colombia               | 1°            | 2023          | 19    | 0     | 1                | 0                | -                     | -                     | 20    | 0     |
| Santa Fe · Colombia               | Total club    | Total club    | 19    | 0     | 1                | 0                | 0                     | 0                     | 20    | 0     |
| Total carrera                     | Total carrera | Total carrera | 596   | 0     | 26               | 0                | 69                    | 0                     | 691   | 0     |

### Selección
| Selección                  | Año                        | Partidos | Goles |
| -------------------------- | -------------------------- | -------- | ----- |
| Sub-17                     | 2001                       | 8        | 0     |
| Total                      | Total                      | 8        | 0     |
| Sub-20                     | 2002                       | 9        | 0     |
| Sub-20                     | 2003                       | 4        | 0     |
| Total                      | Total                      | 13       | 0     |
| Sub-23                     | 2003                       | 3        | 0     |
| Total                      | Total                      | 3        | 0     |
| Absoluta                   | 2011                       | 2        | 0     |
| Absoluta                   | 2012                       | 1        | 0     |
| Absoluta                   | 2013                       | 1        | 0     |
| Absoluta                   | 2014                       | 2        | 0     |
| Absoluta                   | 2015                       | 8        | 0     |
| Absoluta                   | 2016                       | 2        | 0     |
| Absoluta                   | 2017                       | 9        | 0     |
| Absoluta                   | 2018                       | 1        | 0     |
| Absoluta                   | 2019                       | 3        | 0     |
| Absoluta                   | 2020                       | 3        | 0     |
| Absoluta                   | 2021                       | 15       | 0     |
| Absoluta                   | 2022                       | 8        | 0     |
| Absoluta                   | 2023                       | 1        | 0     |
| Total                      | Total                      | 56       | 0     |
| Total Selecciones Paraguay | Total Selecciones Paraguay | 80       | 0     |

### Penales atajados
La siguiente tabla muestra los penales atajados dentro del tiempo reglamentario (90 minutos) y la prórroga.
En negrita el equipo en el que jugaba.
| Torneo                                 | Equipo          | Fecha                    | Resultado | Rival                     | Lanzador          |
| -------------------------------------- | --------------- | ------------------------ | --------- | ------------------------- | ----------------- |
| Categoría Primera A 2011               | Deportes Tolima | 3 de abril de 2011       | 4-7       | Atlético Huila            | Walden Vargas     |
| Categoría Primera A 2011               | Deportes Tolima | 28 de septiembre de 2011 | 1-0       | Atlético Huila            | Jeison Quiñonez   |
| Categoría Primera A 2012               | Deportes Tolima | 27 de enero de 2012      | 0-3       | Boyacá Chicó              | Luis Valencia     |
| Categoría Primera A 2012               | Deportes Tolima | 27 de julio de 2012      | 2-1       | Boyacá Chicó              | Wilson Carpintero |
| Copa Libertadores 2013                 | Deportes Tolima | 31 de enero de 2013      | 1-1       | Universidad César Vallejo | Daniel Chávez     |
| Eliminatorias Sudamericanas Rusia 2018 | Paraguay        | 28 de marzo de 2017      | 3-0       | Brasil                    | Neymar            |
| Eliminatorias Sudamericanas Catar 2022 | Paraguay        | 14 de octubre de 2020    | 0-1       | Venezuela                 | Yangel Herrera    |
| Torneo Guard1anes 2021                 | Puebla          | 8 de enero de 2021       | 1-1       | Guadalajara               | Jesús Molina      |
| Torneo Clausura 2022                   | Puebla          | 11 de enero de 2022      | 1-1       | Atlas                     | [[]]              |
| Torneo Clausura 2022                   | Puebla          | 18 de enero de 2022      | 1-0       | Monterrey                 | Janssen           |

## Palmarés

### Títulos nacionales
| Título           | Club          | País     | Año    |
| ---------------- | ------------- | -------- | ------ |
| Primera División | Cerro Porteño | Paraguay | 2017-C |

### Distinciones individuales
| Distinción                                                                              | Año  |
| --------------------------------------------------------------------------------------- | ---- |
| Parte del XI Ideal de la Fecha 11 de las Eliminatorias Sudamericanas 2022, por Conmebol | 2021 |